# Монтехо-де-ла-Сьєрра
Монтехо-де-ла-Сьєрра (ісп. Montejo de la Sierra) — муніципалітет в Іспанії, у складі автономної спільноти Мадрид. Населення — 364 особи (2010).
Муніципалітет розташований на відстані близько 75 км на північ від Мадрида.
На території муніципалітету розташовані такі населені пункти: (дані про населення за 2010 рік)
- Монтехо-де-ла-Сьєрра: 364 особи
- Ель-Чапарраль: 0 осіб

## Демографія
Динаміка населення (INE ):

## Галерея зображень

Розташування муніципалітету у автономній спільноті Мадрид